# Jean-Cléophas Blouin

Jean-Cléophas Blouin (19 février 1864 à Lévis dans la province de Québec au Canada - 24 janvier 1934 à Lévis) est un homme d'affaires et un politicien canadien.

## Biographie
Jean-Cléophas Blouin est le fils de Jean-Baptiste Blouin, tanneur, et d'Adélaïde Fouquet. Il fit ses études au collège de Lévis. 
Il fut vice-président de la Levis Tramway Co. jusqu'en 1927 et directeur de la Levis City Railway. 
Il fonda le Club politique Laurier-Marchand en 1896 et en fut l'animateur et le secrétaire pendant plusieurs années. 
Élu sans opposition député libéral dans Lévis au niveau provincial à l'élection partielle du 24 octobre 1901, il fut réélu en 1904 (sans opposition) et en 1908. Son siège devint vacant à la suite de sa nomination comme shérif du district de Québec le 29 août 1911. 
Il fut maire de Lévis du 14 mars 1927 au 14 mars 1929.
Il est décédé en 1934, à l'âge de 69 ans.

## Affiliations
- Membre honoraire et vice-président de la Chambre de commerce de Lévis pendant plus de dix ans.

- Vice-président du Conseil des arts et des métiers de la province de Québec en 1900.

- Membre des Chevaliers de Colomb et du Royal Arcanum.